# Бернд Шустер
Бернд Шустер је њемачки фудбалски менаџер и некадашњи фудбалер. Рођен је 22. децембра 1959. у Аугсбургу, тадашња Западна Њемачка. Његов надимак је „der Blonde Engel“ што значи „Плави анђео“.

## Клупска Каријера

### Келн
Своју професионалну каријеру је почео са 18 година у Келну 1978. године након одличних утакмица за омладинску репрезентацију Западне Њемачке. Ту је остао до 1980. године. Одиграо је 56 утакмица и постигао 10 голова.

### Барселона
Године 1980. прелази у Барселону. Током 80-их био је један од најбољих играча. Био је у лошим односима са предсједником Жозепом Луизом Нуњезом и са неким тренерима. Ипак освојио је Сребрну лопту 1980. и Бронзану лопту 1981. и 1985. Са Барселоном је освојио једну титулу првака Шпаније, три купа, један суперкуп и један Куп побједника купн ова.

### Реал Мадрид
Године 1988. прелази у Реал Мадрид. Било је доста контроверзије због ривалства два клуба. У својој првој сезони освојио је дуплу круну и Суперкуп, а у другој Лигу. За Реал је одиграо 61 утакмицу и постигао 13 голова.

### Атлетико Мадрид
Године 1990. прешао је у други мадридски тим Атлетико. Освојио је два национална купа и био је вицешампион Шпаније. Одиграо је 85 утакмица и постигао 11 голова.

### Бајер Леверкузен
Вратио се у домовину 1993. године. Прешао је у Бајер Леверкузен. Упркос труду, није успио да освоји Лигу или Куп Њемачке. У избору за најбољи гол 1994. заузео је прва три мјеста. Одиграо је 59 утакмица и постигао 8 голова.